# Хайнрих Казимир Готлоб фон Линар
Хайнрих Казимир Готлоб фон Линар (на немски: Heinrich Casimir Gottlob zu Lynar; * 7 май 1748; † 19 септември 1796) е граф от стария пруски род Линар, писател.
Той е син, шестото дете, на датския дипломат Рохус Фридрих фон Линар (1708 – 1781) и съпругата му Мария София Хелена фон Ройс-Кьостриц (1712 – 1781), дъщеря на граф Хайнрих XXIV фон Ройс-Кьостриц (1681 – 1748) и Елеонора фрайин фон Промниц-Дитерсбах (1688 – 1776).
Внук е на на саксонския камерхер и съветник Фридрих Казимир фон Линар (1673 – 1716) и Ева Елизабет фон Виндиш-Грец (1672 – 1745).
Хайнрих Казимир Готлоб фон Линар умира неженен на 48 години на 19 септември 1796 г.